# 吴忠市
吴忠市是中华人民共和国宁夏回族自治区下辖的地级市，位于宁夏中部，黄河东岸。市境东邻陕西省榆林市，南接甘肃省庆阳市，西界中卫市，西北临内蒙古自治区阿拉善盟，北连银川市。地处银川平原、鄂尔多斯高原、黄土高原衔接地带，地势南高北低，西北部为黄河冲积平原，引黄灌区的精华地段，并有牛首山横亘；中部为罗山；东北部为毛乌素沙漠边缘；南部为黄土高原山地和丘陵沟壑区。黄河流经西北部，北部有苦水河，南部有清水河。全市回族人口比例超过五成，是中国回族主要聚居区之一，市政府驻利通区。吴忠农牧业发达，为自治区的粮食主要产地，盛产滩羊，素有“塞上江南”、“塞上明珠”之美称。

## 历史
吴忠有着悠久的历史，是中华文明的发祥地之一，是河套文化的重要组成部分。黄河岸边的灵武“水洞沟遗址”发掘表明，早在三万年前的旧石器时代，就有人类在此生息；羌、戎和匈奴等古代游牧民族曾在这里游牧。
秦始皇三十三年（前214年），沿黃河筑三十四县，其中富平县故址在今吴忠市西南，西汉惠帝四年（前191年）设立灵洲县，故址在今吴忠市境内古城。北魏置灵州，隋唐也称灵武，唐太宗曾亲临此地接受异族归附；“安史之乱”，唐肃宗李亨在灵州登基，灵州成了全国政治军事中心，当时的吴忠已相当富庶；党项族首领、西夏国皇帝李元昊统治的腹地也在今日吴忠一带；蒙古灭西夏，以西夏故都为中兴府，改宁夏路。至元二十四年（1287年）将宁夏行省并入甘肃行省。
明朝时，属边疆地塞，置吴忠堡，归灵州守御千户所管辖。《嘉靖宁夏新志》记载“尽徙宁夏之民与他地，迁秦晋江淮之人以实之，分屯建卫，筑堡以居。”，引述《宁夏旧志》云：“宁夏堡寨，以人名、事名、地名......即以其屯长姓名命堡，如叶升、李俊、王太之类是也。”，故认为吴忠堡得名于屯长吴忠。
1929年成立宁夏省；中华人民共和国成立后，1954年4月成立河东回族自治区，同年7月，宁夏撤省归甘肃省管辖；1955年改为吴忠回族自治州，下辖5县：吴忠县、金积县、灵武县、盐池县、同心县；1958年撤州划归宁夏回族自治区；1972年成立宁夏回族自治区银南地区专署；1998年5月撤银南地区专署为地级吴忠市，灵武市曾经由吴忠市代管。2001年12月，灵武市正式划归银川市。

## 地理
吴忠市位于宁夏回族自治区中部，南接中卫，北连银川，东部与陕西省定边县毗邻，东北，西北与内蒙古自治区的伊克昭盟和阿拉善左旗相连，东南与甘肃庆阳地区接壤。吴忠市东西长而南北窄，地势南高北低，北为银川平原，南为青铜峡平原和丘陵山地。平原海拔1100米，山区海拔在1300—1900米。
黄河是吴忠最重要的河流，流经川区两市(区)，沿岸地势斗坦，自秦汉以來先后开掘的秦渠、汉渠，唐徕渠等重要灌溉渠道已有2000多年的历史。这里土地肥沃，沟渠纵横，林带咸网，旱涝元虞，农业发达，素有“塞上江南”的美誉、盛产小麦．水稻、瓜果，蔬菜、是宁夏主要商品粮生产基地。南部黄土高原，宜林宜牧，是宁夏滩羊，沙毛山羊的重要产地。 主要山脉有罗山、牛首山，其中罗山是宁夏三大天然林区之一。
吴忠市地处西北内陆，属中温带干旱、半干旱气候地区，四季分明，气候干燥，蒸发强烈，降水集中，大气透明度好，云量少，日照充分，热量丰富，温差较大，无霜期短，风沙较多。多年平均气温9.3℃。历年平均降水量184.6-273.5毫米，年平均降雨日数为46.5天，降雨集中在每年7月至8月。太阳辐射年总量约为148.1千卡/平方厘米。
| 1981–2010年间吴忠市的平均气象数据 | 1981–2010年间吴忠市的平均气象数据 | 1981–2010年间吴忠市的平均气象数据 | 1981–2010年间吴忠市的平均气象数据 | 1981–2010年间吴忠市的平均气象数据 | 1981–2010年间吴忠市的平均气象数据 | 1981–2010年间吴忠市的平均气象数据 | 1981–2010年间吴忠市的平均气象数据 | 1981–2010年间吴忠市的平均气象数据 | 1981–2010年间吴忠市的平均气象数据 | 1981–2010年间吴忠市的平均气象数据 | 1981–2010年间吴忠市的平均气象数据 | 1981–2010年间吴忠市的平均气象数据 | 1981–2010年间吴忠市的平均气象数据 |
| 月份                              | 1月                               | 2月                               | 3月                               | 4月                               | 5月                               | 6月                               | 7月                               | 8月                               | 9月                               | 10月                              | 11月                              | 12月                              | 全年                              |
| --------------------------------- | --------------------------------- | --------------------------------- | --------------------------------- | --------------------------------- | --------------------------------- | --------------------------------- | --------------------------------- | --------------------------------- | --------------------------------- | --------------------------------- | --------------------------------- | --------------------------------- | --------------------------------- |
| 平均高温 °C（°F）                 | 0.8 (33.4)                        | 5.2 (41.4)                        | 11.9 (53.4)                       | 19.9 (67.8)                       | 25.0 (77.0)                       | 28.7 (83.7)                       | 30.4 (86.7)                       | 28.5 (83.3)                       | 23.9 (75.0)                       | 17.6 (63.7)                       | 8.9 (48.0)                        | 2.1 (35.8)                        | 16.9 (62.4)                       |
| 日均气温 °C（°F）                 | −6.1 (21.0)                       | −2.1 (28.2)                       | 4.5 (40.1)                        | 12.2 (54.0)                       | 17.9 (64.2)                       | 22.0 (71.6)                       | 24.0 (75.2)                       | 22.0 (71.6)                       | 16.9 (62.4)                       | 10.1 (50.2)                       | 2.4 (36.3)                        | −4.2 (24.4)                       | 10.0 (49.9)                       |
| 平均低温 °C（°F）                 | −11.4 (11.5)                      | −7.7 (18.1)                       | −1.3 (29.7)                       | 5.4 (41.7)                        | 11.2 (52.2)                       | 15.8 (60.4)                       | 18.4 (65.1)                       | 16.7 (62.1)                       | 11.4 (52.5)                       | 4.7 (40.5)                        | −2.2 (28.0)                       | −8.8 (16.2)                       | 4.3 (39.8)                        |
| 平均降水量 mm（）                 | 1.2 (0.05)                        | 1.9 (0.07)                        | 5.4 (0.21)                        | 11.3 (0.44)                       | 20.0 (0.79)                       | 24.6 (0.97)                       | 37.2 (1.46)                       | 41.8 (1.65)                       | 24.2 (0.95)                       | 12.4 (0.49)                       | 2.7 (0.11)                        | 0.6 (0.02)                        | 183.3 (7.21)                      |
| 平均相對濕度（％）                | 49                                | 45                                | 44                                | 40                                | 47                                | 54                                | 61                                | 66                                | 65                                | 59                                | 57                                | 52                                | 53                                |
| 来源：中国气象局                  |                                   |                                   |                                   |                                   |                                   |                                   |                                   |                                   |                                   |                                   |                                   |                                   |                                   |

## 政治

### 现任领导
| 机构     | · 中国共产党 · 吴忠市委员会 | 吴忠市人民代表大会 常务委员会 | 吴忠市人民政府    | · 中国人民政治协商会议 · 吴忠市委员会 |
| 职务     | 书记                        | 主任                          | 市长              | 主席                                  |
| -------- | --------------------------- | ----------------------------- | ----------------- | ------------------------------------- |
| 姓名     | 王学军                      | 兰德明                        | 门立群（女）      | 王天军                                |
| 民族     | 汉族                        | 回族                          | 汉族              | 汉族                                  |
| 籍贯     | 宁夏回族自治区中宁县        | 河南省偃师市                  |                   | 宁夏回族自治区青铜峡市                |
| 出生日期 | 1968年1月（57歲）           | 1970年3月（55歲）             | 1975年2月（50歲） | 1968年3月（57歲）                     |
| 就任日期 | 2023年8月                   | 2021年12月                    | 2024年10月        | 2021年12月                            |

### 历任领导
| 市委书记 - 赵廷杰（1998年12月－2002年5月） - 刘语平（2002年5月－2003年12月） - 肖云刚（2003年12月－2007年9月） - 白雪山（2007年9月－2013年1月） - 赵永清（2013年1月－2017年1月） - 沈左权（2017年4月－2021年10月） - 徐耀（2021年10月－2023年8月） - 王学军（2023年8月－） | 市长 - 杨永山（1998年12月－2001年1月） - 杨国林（2001年1月－2003年12月） - 吴玉才（2003年12月－2012年10月） - 白尚成（2012年10月－2015年4月） - 喜清江（2015年4月－2021年9月） - 王学军（2021年9月－2024年10月） - 门立群（2024年10月－） |

### 行政区划
吴忠市现辖2个市辖区、2个县，代管1个县级市。
- 市辖区：利通区、红寺堡区
- 县级市：青铜峡市
- 县：盐池县、同心县

此外，吴忠市还设立了太阳山移民开发区。

## 人口
2022年末全市常住人口139.91万人，比上年末增加0.71万人，其中城镇常住人口79.78万人。
根据2020年第七次全国人口普查，全市常住人口为1,382,713人。同第六次全国人口普查的1,273,792人相比，十年共增加了108,921人，增长8.55%，年平均增长率为0.82%。其中，男性人口为702,838人，占总人口的50.83%；女性人口为679,875人，占总人口的49.17%。总人口性别比（以女性为100）为103.38。0－14岁的人口为317,406人，占总人口的22.96%；15－59岁的人口为887,886人，占总人口的64.21%；60岁及以上的人口为177,421人，占总人口的12.83%，其中65岁及以上的人口为127,259人，占总人口的9.2%。居住在城镇的人口为771,119人，占总人口的55.77%；居住在乡村的人口为611,594人，占总人口的44.23%。

### 民族
全市常住人口中，汉族人口为618,594人，占44.74%；回族人口为755,108人，占54.61%；其他少数民族人口为9,011人，占0.65%。与2010年第六次全国人口普查相比，汉族人口增加6,602人，增长1.08%，占总人口比例下降3.31个百分点；各少数民族人口增加102,319人，增长15.46%，占总人口比例增加3.31个百分点。其中，回族人口增加96,642人，增长14.68%，占总人口比例增加2.92个百分点。
| 民族名称                | 回族    | 汉族    | 苗族  | 满族  | 布依族 | 蒙古族 | 东乡族 | 彝族 | 土家族 | 藏族 | 其他民族 |
| ----------------------- | ------- | ------- | ----- | ----- | ------ | ------ | ------ | ---- | ------ | ---- | -------- |
| 人口数                  | 755,108 | 618,594 | 4,449 | 1,820 | 1,055  | 523    | 260    | 190  | 133    | 113  | 468      |
| 占总人口比例（%）       | 54.61   | 44.74   | 0.32  | 0.13  | 0.08   | 0.04   | 0.02   | 0.01 | 0.01   | 0.01 | 0.03     |
| 占少数民族人口比例（%） | 98.82   | －      | 0.58  | 0.24  | 0.14   | 0.07   | 0.03   | 0.02 | 0.02   | 0.01 | 0.06     |

## 交通
- 211国道、 338国道、 344国道过境。
- 银西高速铁路、银兰高速铁路

## 经济
目前，吴忠拥有八大优势产业：能源电力工业、新材料产业、奶产业、葡萄酒产业、建材业、造纸产业、皮毛绒产业、草畜产业。
- 能源电力工业：目前，全市能源电力工业总装机容量达155万KW，2008年达到350万千瓦。
- 新材料产业（铝、镁、PVC等）：已具备28万吨电解铝、2.5万吨金属镁、10万吨PVC树脂生产能力，2008年将增长3倍。
- 奶产业：奶制品加工企业15家，生产能力占到宁夏的一半以上，到2008年奶产业产值突破60亿。
- 葡萄酒产业：目前，葡萄酒产量占全区的50%，到2008年葡萄酒产业实现产值突破20亿元。
- 建材产业：目前，建材产业中水泥产量达到350万吨，到2008年全市水泥生产能力达到660万吨。
- 造纸产业：吴忠已形成宇华纸业、峡光纸业、吴忠造纸厂等具有一定规模的造纸企业，到2008年，全区造纸能力可达28万吨，造纸产业实现产值11亿元。
- 皮毛绒产业：目前，生产的无毛绒占全区总量的60%，到2008年，以同心县为重点的无毛绒年生产能力达到3000吨。
- 草畜产业：到2008年，以盐池、同心、红寺堡为重点的羊畜产业优质饲草种植面积达到400万亩，羊只饲养量达到600万只，肉牛20万头，草畜产业实现产值10亿元。

## 老字号
老毛手抓羊肉

## 特产
甘草、羊绒、手抓羊肉、羊杂碎、枸杞、贺兰石。

## 文化
- 穆斯林文化

## 宗教
来到宁夏吴忠市区，随处可见建筑独特、风格迥异的清真寺。它们有的气势恢弘，有的精巧别致。吴忠是宁夏回族群众的主要聚居地之一，全市现有回族58万，约占全市总人口的47.2%，清真寺是回族群众做礼拜的主要场所和公共活动场所，在穆斯林群众心里有着重要的地位。市区内最有名的要数南大寺，北大寺和中大寺，其中既有色调明快、独具一格的阿拉伯式风格，又有庄重、古朴和讲究对称的中国传统古建筑特色。它们全部座西向东，一般都由礼拜大殿、浴室、邦克楼等部分组成。清真寺内环境清静幽雅，礼拜殿宽敞明朗，气氛庄重。这些深藏于都市一隅，掩映于高楼大厦之间的清真寺成为吴忠最富特色的建筑景观，吸引着无数游人前来参观。
同时，吴忠也有兴教寺和东塔寺两座著名的佛教寺庙，以及牛首山道教庙群。

### 伊斯兰教
- 小北寺
- 中寺
- 南大寺

### 佛教
- 兴教寺
- 东塔寺
- 石佛寺

### 道教
- 牛首山

## 教育
- 宁夏民族职业技术学院

## 旅游
- 市内
  - 秦渠公园
  - 古城湾
  - 明珠公园
  - 黄河公园
- 郊外
  - 董府
  - 金沙湾
  - 牛首山
  - 青铜峡鸟岛
  - 青铜峡108塔
  - 青铜峡中华黄河楼
  - 同心清真大寺
  - 花马池

### 全国重点文物保护单位
- 同心清真大寺
- 一百零八塔
- 鸽子山遗址
- 张家场城址
- 董府
- 兴武营城址
- 窨子梁唐墓
- 康济寺塔